# Cephalopholis fulva
Cephalopholis fulva is een straalvinnige vissensoort uit de familie van de zaag- of zeebaarzen (Serranidae).De wetenschappelijke naam is gepubliceerd in 1758 door Linnaeus in de tiende editie van Systema naturae.
De soort staat op de Rode Lijst van de IUCN als niet bedreigd, beoordelingsjaar 2008. De omvang van de populatie is volgens de IUCN dalend.